# マイスター・ハイスクール
マイスター・ハイスクール（次世代地域産業人材育成刷新事業）は、専門高校改革の一環として、地域の産業と自治体と一体となった新しい教育の仕組みを作り、デジタルトランスフォーメーションなど、近年の産業構造の変化に対応した高校改革を促進するための文部科学省のモデル事業である。

## 概要
専門高校は、近年の第四次産業革命、デジタルトランスフォーメーション、6次産業化などの産業構造の変化などに対応した、産業人材育成が求められている。文部科学省は令和3年度より、産業界・学校が一体となった最先端の職業人材育成を推進し、成果モデルを示すことで、専門高校の改革を推進する事業を開始した。3年間の期間内で産業界と学校の連携が持続可能なモデルとなるように求められている。予算規模は令和３年の予算規模は2.1億円、令和４年度は3億円、令和５年度3億円となっている。
また、伴走事業を実装した文部科学省初の取り組みとなっていて、各指定校に伴走者と専門的なアドバイザーにより、産業界との連携促進、学校内組織開発、指定校同士のノウハウ共有、専門的なアドバイスによる課題解決が促進されている。

## 指定校
令和3年度指定校
- 北海道静内農業高等学校
- 福島県立小高産業技術高等学校
- 新潟県立海洋高等学校
- 福井県立若狭高等学校
- 福井県立坂井高等学校
- 山梨県立農林高等学校
- 滋賀県立彦根工業高等学校
- 岡山県立真庭高等学校
- 広島県立庄原実業高等学校
- 大分県立大分東高等学校・久住高原農業高等学校
- 宮崎県立延岡工業高等学校
- 熊本県立八代工業高等学校

令和4年度指定校
- 北海道厚岸翔洋高等学校
- 埼玉県立大宮工業高等学校
- 静岡県立浜松城北工業高等学校

## 北海道静内農業高等学校の取り組み

### 管理機関
- 北海道教育委員会
- JAしずない
- 新ひだか町

### 事業名
地域発次世代イノベーター人材の育成
～持続可能な日高農業の創り手～

### 実施学科
農業

### 生徒のプロジェクト
地球温暖化の抑制を目指したカーボンマイナスプロジェクト

## 福島県立小高産業技術高等学校の取り組み

### 管理機関
- 福島県教育委員会
- 南相馬ロボット産業協議会
- 福島県

### 事業名
ふくしまの未来を創るテクノロジスト育成事業

### 実施学科
工業・商業

### 成果
事業報告

## 新潟県立海洋高等学校の取り組み

### 管理機関
- 新潟県教育委員会
- 株式会社　能水商店
- 糸魚川市

### 事業名
未来を担う海洋・水産プロフェッショナル人材育成システムの構築
～糸魚川・能生から海洋リーダーを育てるＬＩＮＫプロジェクト～

### 実施学科
水産科　資源育成コース・食品科学コース・海洋技術コース・海洋創造コース

### 生徒プロジェクト
- 海洋高校特製 あんこう鍋セット
- 海洋高校特製 ビン玉
- 魚魚魚魚魚(うおうおぎょぎょぎょ)！ 鮮魚BOX
- いか釣り実習で漁獲した船内凍結イカ

## 福井県立坂井高等学校の取り組み

### 管理機関
- 福井県教育委員会
- 株式会社福井銀行
- 坂井市・あわら市

### 事業名
学科横断型ＤＸ研究による次世代産業人材育成体制の構築

### 実施学科
農業・工業・商業・家庭

### 成果
- 坂井高校HP
- あわらそば

## 福井県立若狭高等学校の取り組み

### 管理機関
- 福井県教育委員会
- ふくい水産振興センター
- 小浜市

### 事業名
若狭地域のWell-beingを実現するために地域水産業の成長産業化に貢献できる人材育成のための水産海洋教育カリキュラム開発

### 実施学科
水産　海洋化学科

### 生徒プロジェクト
- 宇宙サバ缶[3]
- e-space[4]
- 海洋プラスチックゴミを若狭塗の箸にするプロジェクト[5]

## 山梨県立農林高等学校の取り組み

### 管理機関
- 山梨県教育委員会
- 甲斐市商工会
- 甲斐市

### 事業名
山梨ワイン発展のための協働と若手技術者の育成
～ワイン醸造学習を中心としたワイン県やまなしの地域資源活用、地域活性化、新たな価値を創造する職業人材の育成を目指して～

### 実施学科
農業

### 成果
- 山梨農林高校HP
- 未成年がワイン造り！？若手技術者をいかに育成するか？（山梨県立農林高校）

## 滋賀県立彦根工業高等学校の取り組み

### 管理機関
- 滋賀県教育委員会
- 彦根商工会議所
- 彦根市

### 事業名
変化への挑戦（Challenge for Change)
～進取の気性を生かし持続可能な新たな地域産業を共創できる技術人財の育成～

### 実施学科
工業

### 連携・コンソーシアム
- 滋賀大学
- ミシガン州立大学連合日本センター（JCMU）

### 成果
- 令和 3 年度 マイスター・ハイスクール事業 研究実施報告書
- 令和 ４年度 マイスター・ハイスクール事業 研究実施報告書

## 岡山県立真庭高等学校の取り組み

### 管理機関
- 岡山県教育委員会
- 銘建工業株式会社
- 真庭市

### 事業名
自然・社会・人との対話で育む真庭型産業人材育成構想
－「環境（ＳＤＧｓ）」×「アグリビジネス」⇒豊かな生き方・働き方－

### 実施学科
農業・商業

### 成果
- 学校マイスター・ハイスクールホームページ
- 令和３年度 マイスター・ハイスクール事業 成果報告書

### 連携・コンソーシアム
- 真庭高校魅力化コンソーシアム

## 広島県立庄原実業高等学校の取り組み

### 管理機関
- 広島県教育委員会
- 庄原商工会議所
- 庄原市

### 事業名
地域の未来社会実装型農業をデザインするアグリビジネスプレイヤーの創出
～Think Globally, Act from Shobara ～

### 実施学科
農業

## 大分県立大分東高等学校・久住高原農業高等学校の取り組み

### 管理機関
- 大分県教育委員会
- おおいたAIテクノロジーセンター
- 株式会社ピースカンパニー
- 全国農業組合連合会大分県本部
- 大分県

### 事業名
農山漁村を牽引する担い手確保・育成事業
～農業系高校と産業界との一体・同期化による次世代担い手育成プロジェクト～

### 実施学科
農業

### 成果
大分東高校　マイスター・ハイスクールHP

## 宮崎県立延岡工業高等学校の取り組み

### 管理機関
- 宮崎県教育委員会
- 一般社団法人宮崎県工業会
- 延岡市

### 事業名
ひむか未来マイスター・ハイスクール事業

### 実施学科
工業

### 成果
ひむか未来マイスター・ハイスクール事業報告

## 熊本県立八代工業高等学校の取り組み

### 管理機関
- 熊本県教育委員会
- 一般社団法人熊本県情報サービス産業協会
- 熊本県

### 事業名
優れた人材や技術の「Ｘ（クロス）【融合】」を追究し、ＤＸ時代の夢をつなぐ創造的エンジニアの育成
～くまもとからはじまる産業人材育成エコシステム～

### 実施学科
工業

### 成果
マイスター・ハイスクール事業第2年次研究実施報告書